# 深空九號 (虛構太空站)
深空九號（英語：Deep Space Nine），曾用名“泰諾克·諾號”（Terok Nor），是一個虛構的太空站，是1993年至1999年播出的美國科幻電視劇《星際旅行：深空九號》之主要場景。
此空間站由貝久軍方與星際艦隊聯合管轄，它是通過貝久蟲洞訪問第三象限的基地，也是該地區居民的貿易與旅行中心。 亦做為星際艦隊一些小型星艦及勇抗號星艦的主要港口。

## 外部連結
- 深空九號 （页面存档备份，存于）在阿爾法記憶